# 白龟山水库
白龟山水库位于中国河南省平顶山市市区西南约6公里处，是以防洪为主，兼有灌溉、供水、养殖等功能的大（二）型水库。因拦河坝和顺河坝（副坝）相接处有一白龟山而得名。又称平西湖。
水库始建于1958年，1966年8月竣工。1998年10月进行了除险加固工程。
白龟山水库是一座碧波浩淼的人工湖泊，既有湖的秀姿，又有海的气魄，取名"平西湖"，散落在荡漾碧波中的十几座沙洲，星星点点，若隐若现，时沉时浮，闪现灿灿银光，组成有名的白龟沙洲。北岸绿荫丛中掩映着工人疗养院，沿湖而建，各式建筑依山临水，风格迥异，颇具水乡风味。
南岸的宋寨村是《歧路灯》作者李绿园的故里。村旁的鱼陵山上，有大小墓葬70余座，为战国、西汉古墓群。